# Лотта в Веймаре
«Лотта в Веймаре» (нем. Lotte in Weimar) — роман Томаса Манна, основанный на биографии Гёте.
Роман основан на давно интересовавших Томаса Манна реальных событиях, развернувшихся в Веймаре в 1816 году, когда в городе в гостях у сестры побывала Шарлотта Буфф, некогда романтическая привязанность молодого Гёте, запечатлённая им в образе Лотты в «Страданиях юного Вертера». Спустя четыре с лишним десятилетия после их знакомства в Вецларе состоялась встреча обласканного славой Гёте и ныне вдовы надворного советника Кестнера. В романе сошлись воедино два направления раннего творчества Томаса Манна: рассказы о людях искусства («Тонио Крёгер», «Тристан», «Смерть в Венеции») и исследования личности и творчества великого Гёте («Гёте и Толстой», «Гёте как представитель бюргерской эпохи» и «Вертер Гёте»).
Согласно записям в дневнике писателя роман был написан в эмиграции в США, в Принстоне, в период между 11 ноября 1936 года и 25 октября 1939 года.

## Краткое содержание
Шарлотта Кестнер прибыла в Веймар ранним утром почтовой каретой в сопровождении дочери и служанки и остановилась в гостинице «У слона». С юности почтенную надворную советницу Шарлотту Кестнер не покидает слава Лотты, главной героини самого знаменитого романа своего времени — «Страданий юного Вертера» Гёте. Новость о приезде Лотты быстро распространяется по Веймару, и утомлённой дорогой Шарлотте веймарцы не дают перевести дух.
Вслед за восторженным почитателем таланта Гёте коридорным Магером Шарлотту Кестнер донимает художница-ирландка Гэзл, промышляющая портретами знаменитостей. Дверь в гостиницу не закрывается от прибывающих визитёров. Поделиться с фрау Кестнер своим мнением о Гёте спешат господин доктор Ример, бывший домашний учитель сына Гёте Августа, и друг семьи Гёте, дочь писательницы Иоганны Шопенгауэр общительная Адель. В конце концов появляется и сын Гёте Август. В жизни всех этих людей Гёте оставил глубокий след, который совсем не обязательно их сделал счастливыми, что справедливо и в отношении Лотты.
В 1975 году режиссёр Эгон Гюнтер снял по роману фильм, где роль Гёте исполнил Мартин Хелльберг.

## Исторические личности в романе
- Фердинанд Гейнке
- Фридрих Вильгельм Ример
- Адель Шопенгауэр